# Poey-d'Oloron
 Poey-d'Oloron  es una población y comuna francesa, en la región de Aquitania, departamento de Pirineos Atlánticos, en el distrito de Oloron-Sainte-Marie y cantón de Oloron-Sainte-Marie-Est.

## Demografía
| 300 | 247 | 288 | 285 | 287 | 255 | 303 | 287 | 306 | 295 | 285 | 262 | 279 | 254 | 257 | 232 | 219 | 224 | 217 | 207 | 206 | 196 | 193 | 162 | 142 | 141 | 144 | 166 | 144 | 177 | 172 | 178 | 182 |
| Para los censos de 1962 a 1999 la población legal corresponde a la población sin duplicidades (Fuente: INSEE [Consultar]) |     |     |     |     |     |     |     |     |     |     |     |     |     |     |     |     |     |     |     |     |     |     |     |     |     |     |     |     |     |     |     |     |

## Economía
Su economía se basa principalmente en actividad agrícola (ganadería, pastos, policultivo, viñas). El municipio se le caracteriza en la mayor parte por la denominación de origen controlada de AOC bearnés 